# Bocageopsis multiflora
Bocageopsis multiflora é uma espécie de planta do gênero Bocageopsis.  

## Taxonomia
A espécie foi descrita em 1931 por Klas Robert Elias Fries.  Seu nome vernacular em língua aruaque foi registrado como arára. 